# Henry, Come On
〈Henry, Come On〉은 미국의 싱어송라이터 라나 델 레이의 노래이다. 이 곡은 2025년 4월 11일 인터스코프 레코드와 폴리도르 레코드를 통해 발매되었으며, 그녀의 다가오는 열 번째 정규 앨범의 리드 싱글로 공개되었다.

## 배경
라나 델 레이는 2024년 1월 18일, 인스타그램을 통해 싱글의 커버 아트로 보이는 이미지 위에 제목을 덧입힌 형태로 신곡 〈Henry, Come On〉을 예고했다. 그녀는 “Henry, come on”이라는 문구와 함께 프로듀서 루크 레어드의 인스타그램 계정을 태그했다. 발매일이 처음부터 확정된 것은 아니었으나, 이 곡은 1년 이상 전에 이미 예고된 바 있어 일부 팬들에게는 익숙한 트랙이었다. 그녀는 음반 《The Right Person Will Stay》의 발매일을 발표하면서 “Stagecoach 전에 몇 곡 먼저 들려줄 수 있어서 기쁘다. Henry로 시작할게”라고 언급하며 이 곡의 존재를 재차 알렸다. 3월 27일 목요일, 델 레이는 인스타그램에 별다른 설명 없이 싱글 아트워크로 보이는 사진을 게시했다. 다만 그녀는 루크 레어드, 딘 리드, 드루 에릭슨 등 여러 협업자들을 태그했다. 해당 이미지에는 델 레이가 흰색 레이스 의상을 입고 웨이브 헤어와 은은한 붉은 립으로 스타일링한 채 카메라를 응시하는 모습이 담겨 있었다.
델 레이는 2025년 캘리포니아 인디오에서 열리는 Stagecoach 페스티벌에서 공연을 펼칠 예정이며, 이는 6월부터 시작되는 영국 및 아일랜드 스타디움 투어에 앞선 무대가 된다. 그녀는 4월 25일 팔로미노 스테이지의 헤드라이너로 등장할 예정이며, 주최 측은 그녀의 공연을 “매우 특별한 컨트리 무대”라고 설명했다.

## 구성
〈Henry, Come On〉은 어쿠스틱 발라드이자 컨트리 장르의 곡으로, 라나 델 레이의 유려한 보컬 전달력이 두드러지는 곡이다. 곡은 간결한 악기 편성으로 구성되어 있으며, 그녀의 보컬이 중심이 되어 다음과 같은 가사를 노래한다. “I mean, Henry, come on / Do you / Think I’d really choose it? / All this off and on / Henry, come on / I mean, baby, come on / Do you / Think I’d really lose it on ya? / If you did nothing wrong / Henry, come on / Last call, hey, y’all / Hang his hat up on the wall / Tell him that his cowgirl is gone / Come on and giddy-up.”

## 상업적 성과
〈Henry, Come On〉은 발매 첫날 스포티파이 글로벌 차트에서 336만 회 스트리밍을 기록하며 16위로 데뷔했다. 이는 라나 델 레이의 스포티파이 기준 두 번째로 높은 데뷔 기록이다. 미국에서는 98만 1,877회 스트리밍을 기록하며 스포티파이 차트 10위에 올랐고, 이는 그녀의 세 번째 톱 10 진입이었다.

## 차트
| 차트 (2025)                    | 최고 순위 |
| ------------------------------ | --------- |
| 아일랜드 (IRMA)                | 39        |
| Lithuania (AGATA)              | 79        |
| New Zealand Hot Singles (RMNZ) | 1         |
| Norway (VG-lista)              | 56        |
| Sweden (Sverigetopplistan)     | 88        |
| 영국 싱글 (오피셜 차트 컴퍼니) | 30        |